# Omni Trio
Omni Trio je pseudonym, pod nímž vydává svá díla britský producent a hudebník Rob Haigh. Je známý svým jedinečným stylem hudební tvorby, který je nazýván jako Inteligentní Drum and Bass – relativně pomalý a melodický, někdy i se zvukovými samply klavíru.
Jeho skladba First Contact byla použita v počítačové hře Grand Theft Auto III v programu rádiové stanice MSX FM, která hrála především Drum and Bass, a skladba Secret Life byla použita ve futuristické závodní hře Rollcage Stage II.

## Vydaná alba
- 1995: The Deepest Cut
- 1996: The Haunted Science
- 1997: Skeleton Keys
- 1999: Byte Size Life
- 2001: Lucid
- 2001: Even Angels Cast Shadows
- 2004: Rogue Satellite